# Marcela Mertinová
Marcela Mertinová (* 20. května 1961 Ústí nad Labem) je česká politička ČSSD, v letech 2006-2010 poslankyně Parlamentu ČR.

## Biografie
Profesně působí jako učitelka, se zaměřením na speciální pedagogii. Vystudovala obor učitelství pro I. stupeň základních škol na Pedagogické fakultě v Ústí n. Labem a výtvarnou výchovu a speciální pedagogiku na Pedagogické fakultě Univerzity Karlovy. Absolvovala také manažerské studium pro ředitele škol na Filozofické fakultě Masarykovy univerzity. V roce 2006 se uvádí, že studuje Vysokou školu finanční a správní v Mostě (obor ekonomie veřejné správy). Pracovala jako učitelka na základní škole, coby vedoucí Rekvalifikačního střediska SOU obchodu a služeb v Ústí nad Labem, pak jako referentka v Oddělení mládeže a tělovýchovy na Krajském úřadě Ústeckého kraje. Po dobu jednoho roku řídila Oddělení lidských zdrojů, mládeže a tělovýchovy na Odboru školství Krajského úřadu Ústeckého kraje. K roku 2006 byla zaměstnána na krajském úřadě jako referentka v Sekretariátu Regionální rady regionu soudržnosti NUTS II Severozápad.
Je vdaná, má dceru.
V letech 1994-1995 byla členkou ODS, od roku 2002 je členkou ČSSD. V roce 2006 se uvádí jako místopředsedkyně OVV a členka KVV sociální demokracie.
V komunálních volbách roku 2002 neúspěšně kandidovala do zastupitelstva města Ústí nad Labem za ČSSD. Profesně se uvádí jako učitelka. V těchto volbách rovněž neúspěšně kandidovala do zastupitelstva městského obvodu Ústí nad Labem-Severní terasa. Zvolena do něj byla v komunálních volbách roku 2006.
Ve volbách v roce 2006 byla zvolena do poslanecké sněmovny za ČSSD (volební obvod Ústecký kraj). Působila jako místopředsedkyně sněmovního výboru pro vědu, vzdělání, kulturu, mládež a tělovýchovu a jako členka výboru pro sociální politiku. Ve sněmovně setrvala do voleb v roce 2010.